# 山代エンナ
山代 エンナ（やましろ えんな、1990年1月11日 - ）は、日本のイラストレーター、アーティスト。兵庫県・神戸市出身。

## 来歴
1990年1月11日生まれ、兵庫県出身。学校法人大阪デザイナー専門学校のイラストレーション学科/研究科を卒業後、フリーランスのイラストレーター・アーティストとして活動している。2016年には東京でも個展「未完線戯画」を開催した。2018年度の「旅サラダガールズ」（通称フルーツサラダ）に一般公募で選出され、2018年4月から海外マンスリーのコーナーで、世界を旅するレギュラーリポーターを務めている。

## テレビ出演
- 朝だ!生です旅サラダ（2018年4月 - 、朝日放送）- 旅サラダリポーター